# Libnetisia xunyanbanensis
Libnetisia xunyanbanensis is een keversoort uit de familie netschildkevers (Lycidae). De wetenschappelijke naam van de soort werd in 2004 gepubliceerd door Milada Bocáková.